# Lista de meios de comunicação em São Carlos
Esta é a relação dos meios de comunicação de São Carlos, São Paulo.

## Imprensa escrita

### Almanaques e guias
De 1894 a 1928, foram publicados na cidade, por diversos autores, seis almanaques, os quais funcionavam como uma espécie de guia sobre a cidade, para viajantes e para seus próprios habitantes. No período, a cidade constou também, em alguns anos, nas publicações do Almanak Laemmert.
Mais tarde, outros guias substituiriam, parcialmente, a função dos antigos almanaques. Desde o final do século XX, são publicadas na cidade, quase anualmente, as listas telefônicas e guias comerciais da Epil, a qual possuía um contrato de exclusividade com a Telesp até 1997, e segue ainda hoje como a lista mais comum da cidade.

### Jornais e revistas
Em sua história, a cidade contou com diversos periódicos, muitos de publicação efêmera. O primeiro jornal, A Tribuna de São Carlos, data de 1876. Dentre os mais duradouros, estiveram o Correio de São Carlos (1899-1966, 1979-1981), A Tarde (1914-1960) e A Cidade (1927-1964).
O Correio de São Carlos foi comprado, em meados do século XX, pelo industrial Ernesto Pereira Lopes. Por sua vez, os jornais A Tarde e A Cidade foram fundados pela família Fiorentino. Francisco Fiorentino era sogro de Francisco Xavier Amaral Filho, o Xavierzinho, vereador e diretor geral da Câmara por 44 anos.
Quadro sinótico
A seguir, uma tabela sobre os periódicos da cidade, atuais e extintos, com dados sobre os anos de fundação, colaboradores, periodicidade, segmentos, etc. Parte dessas publicações possui originais arquivados na Unidade Especial de Informação e Memória (UEIM/UFSCar) e no Arquivo Histórico da Fundação Pro-Memória.
Dos jornais e revistas listados, estão ainda em atividade: A Folha (fundado em 1962), Primeira Página (1989), Bons Negócios Classificados (anos 2000), Gazeta Central (anos 2000), Kappa Magazine (2010) e Jornal no Semáforo.
| Publicação                             | Data                 | Responsáveis | Notas |
| -------------------------------------- | -------------------- | --- | --- |
| A Bigorna                              | 1921                 | Costa e Souza (direção) | Categoria: críticos e humorísticos |
| A Brisa                                | 1910                 | José Ferraz Camargo (direção) | Categoria: críticos e humorísticos |
| A Cidade                               | 1927-1964            | Antonio Fiorentino (fundador) Nicola Fiorentino Italo Savelli (colaborador) Gentil de Azevedo (colaborador) Ambrósio dos Santos (colaborador) Flavio Wellichan Cônego José Pêra e Octavio Carlos Damiano (2º grupo proprietário, 1958-64) | Publicava atos oficiais Em 1952, inaugurou sua intertype Em 1960, incorporou o maquinário do A Tarde Em 1964, foi vendido ao Sindicato dos Ferroviários da Paulista, de Campinas |
| A Cidade Regional                      | 1989                 | Samuel e Sérgio Amaral (diretores), bisnetos de Antônio Fiorentino | Originado do Jornal de Ibaté. Originou o Diário Regional |
| A Comarca                              | 1911                 | Arthur Lucchini Bilac (redator) | — |
| A Evolução                             | —                    | — | — |
| A Fama                                 | 1904                 | Almeida Souza J. Evangelista Totó Leite Rafael Coimbra | — |
| A Fanfarra                             | 1910                 | Lemos da Cruz (direção) | Categoria: críticos e humorísticos |
| A Farpa                                | (1933)               | Aristides Pellicano Rui Nunes Ítalo Savelli Rafael Fasanelli | Categoria: críticos e humorísticos |
| A Folha                                | 1899                 | Antonio do Valle (editor) Francisco Pedro de Oliveira (redator) Francisco Ferreira da Rocha (redator) | — |
| A Folha                                | 1962-presente        | Roberto Santos (direção) José Inocentini (direção) Octavio Carlos Damiano (redação) | Órgão de publicação de atos oficiais. Adquirido, nos anos 1970, por Paulo Arruda Corrêa da Silva do O Imparcial de Araraquara. Impressão em offset, em 1990. Periodicidade: diário. |
| A Gazeta                               | 1925                 | Pedro Fernandes Alonso (diretor) Pe. José Ferreira da Rocha (diretor) | — |
| A Gazeta do Comercio                   | 1972                 | Lauro Tarquinio Wellichan (direção) Pedro Fernandes Alonso (redação) | — |
| A Imprensa                             | década de 1910 (?)   | André Borges (diretor) | — |
| A Justiça                              | 1923-1926            | Orlando Damiano (diretor) Antônio Wikin (redator-gerente) | — |
| A Juventude                            | 1924                 | Grêmio Coelho Neto | — |
| A Lucta                                | 1937                 | Ação Integralista Brasileira | — |
| A Mariposa                             | 1924                 | — | Categoria: críticos e humorísticos |
| A Mocidade                             | 1929                 | Getulio Siqueira (redator) | — |
| A Notícia                              | anos 1990            | — | — |
| A Opinião                              | 1896-1899            | Américo Penna (proprietário) | — |
| A Paulista                             | 1913                 | Florência Corujo (diretor) João Baptista Netto Caldeira (diretor) | — |
| A Phalena                              | 1916                 | João Baptista Netto Caldeira (direção) | — |
| A Propaganda                           | 1878                 | José Rubim Cezar (diretor) Aureliano de Souza e Oliveira (diretor) | Ligado ao Partido Republicano |
| A Propaganda                           | —                    | Sociedade de Propaganda Evangélica | — |
| A Raça                                 | 1927                 | Wamberto Dias da Costa (direção) Orlando Damiano (direção) Antônio Wikin (direção) Belmonte (colaborador) Menotti del Picchia (colaborador) Cassiano Ricardo (colaborador) | — |
| A Razão                                | 1924                 | — | — |
| A Reação                               | 1928                 | Euclides Matta da Cunha (direção) | — |
| A Semana                               | 1909                 | — | — |
| A Silhueta                             | 1926 (?)             | Orlando Damiano (direção) Plinio Piza (direção) | — |
| A Tarde                                | 1914-1960            | Antonio Fiorentino (1º proprietário, 1914-27) Francisco Fiorentino, Chico da Tarde (2º proprietário, 1927-60) Antonio Fiorentino Neto, Totó da Tarde (3º proprietário, 1960) Orlando Damiano (redator) Helvidio Gouvêa, Helio Gomide (redator) Pedro Fernandes Alonso, Pedro Floreal (redator) Italo Paino (redator) Anita Censoni, Tânia (redatora) | Seu maquinário foi incorporado ao A Cidade em 1960 |
| A Tesoura                              | 1921                 | Bento da Costa (direção) José da Costa Filho (redação) | Categoria: críticos e humorísticos |
| A Tribuna                              | 1972-anos 2000       | Celso Luís Guimarães Keppe (fundador) - Rubens Massucio e outros (proprietário) Romeu Salvador Aversa (diretor) Octavio Carlos Damiano (diretor-superintendente) Dario Luiz Inocentini (redator) | — |
| A Tribuna de São Carlos                | 1876                 | Ernesto Luiz Gonçalves | Categoria: lavoura e comércio |
| A Tribuna de São Carlos                | 1906                 | Afonso de Carvalho (direção) | — |
| A Tribuna do Povo                      | 1929                 | Correia Junior (editor) | — |
| A Tribuna Liberal                      | 1927                 | Pedro Fernandes Alonso (diretor) Orlando Damiano (gerente) Antonio Wikin (redator principal) | — |
| A Verdade                              | anos 1910 (?)        | — | — |
| A Vida de São Carlos                   | 1933                 | Antonio de Alcântara Machado (diretor) Helvidio Gouvea (redator) | — |
| A Violeta                              | 1891                 | — | Categoria: críticos e humorísticos |
| A Violeta                              | 1901                 | Loja Violeta | — |
| A Violeta                              | 1912                 | João Perez (direção) | Categoria: críticos e humorísticos |
| A Voz do Grêmio                        | década de 1940 (?)   | Centro Cívico 22 de Março Ernomar Octaviano | — |
| A Voz do Técnico                       | década de 1940 (?)   | Grêmio Roberto Simonsen | — |
| Acista                                 | década de 1940 (?)   | Monsenhor Romeu Tortorelli (direção) | — |
| Alfabraz                               | 1948                 | ABASC Paulo Fragoso Coimbra (direção) Vicente Botta (direção) Francisco Ribeiro (direção) | — |
| Alfinete                               | 1897                 | — | Categoria: críticos e humorísticos |
| Alicerce                               | década de 1950       | CAASO | — |
| Argo                                   | 1927                 | — | Categoria: críticos e humorísticos |
| Argonauta                              | 1950                 | Homero Frei (direção) Osmany Borges Pereira de Souza (direção) Di Munno Corrêa (redação) | — |
| Bons Negócios Classificados            | anos 2000-presente   | — | Periodicidade: semanal |
| Cidade de São Carlos                   | 1897                 | Antonio Xande (proprietário) Afonso de Carvalho (redação) | Sucessor do Diário de São Carlos |
| Cidade de São Carlos                   | 1904                 | Victor Manoel de Souza Lima (direção) Antonio Diniz da Costa (direção) Rubens do Amaral | — |
| Classificados & Eventos                | 1994                 | Anatólio de Almeida Nogueira Filho (diretor) Leonardo A. Trisltz (diretor) Horácio Campos Martinez (jornalista-responsável) | — |
| Comarca                                | década de 1960       | — | — |
| Commercio de São Carlos                | —                    | Vicente Serráo | — |
| Commercio e Industria                  | 1926                 | Orlando Damiano (diretor) Antonio Wikin (redator) | — |
| Comercio e Indutria de São Carlos      | 1931                 | ACISC | — |
| Correio da Manhã                       | 1934                 | A. Corrêa Silva (direção) A. P. Carvalho e Lemos da Cruz (redação) | — |
| Correio de Notícias                    | década de 2000       | — | — |
| Correio de São Carlos                  | 1899-1966; 1979-1981 | Arthur Augusto Ribeiro de Souza (fundador e editor) Família Arruda Botelho (financiadora) Joaquim Augusto Neto (gerente) Amadeu Amaral (redator e caricaturista) José Ferraz Camargo, Zico do Correio (2º proprietário) Eneas Camargo (redator) João Neves Carneiro (redator) Lourenço Inocentini (3º proprietário) José Inocentini (direção) Totó da Tarde (colaborador) Ernesto Pereira Lopes (4.º proprietário) Sebastião Martins de Arruda (1º linotipista da cidade) Edmundo Dias Duarte (direção) Octavio Carlos Damiano, Pedro Fernandes Costa, José Maria Fontoura, José Inocentini, Maurício Valentie de Oliveira, Eduardo Kebbe (redatores) Coriolano Morato Ferraz Meirelles (5º proprietário e diretor) | 1912: lançou um suplemento infantil. 1950: adquiriu a 1ª linotipo da cidade Anos 1950: lançou um suplemento esportivo, e adquiriu uma clicheria. Na época do centenário da cidade, quando da polêmica sobre o fundador, saiu em defesa de Jesuíno de Arruda, enquanto o A Cidade se alinhou aos partidários do Conde do Pinhal |
| Decisão                                | 1965                 | — | — |
| Destaque                               | 1972                 | Antonio Fiorentino (direção) Octavio Carlos Damiano (secretário) | — |
| Diario de São Carlos                   | 1890-1891            | Joaquim Augusto Ribeiro de Sousa Filho Carlos Augusto João Aranha (redação) Alfredo A. de Oliveira (redação) | — |
| Diario de São Carlos                   | 1897                 | Antonio Xande (diretor) | — |
| Diario de São Carlos                   | 1920                 | Paulo de Campos (diretor) Orlando Damiano (diretor) | — |
| Diário da Manhã                        | 1914                 | — | — |
| Diario do Povo                         | 1960                 | José Inocentini | — |
| Diario Espanhol                        | 1907                 | — | — |
| Diário Oficial                         | 2009                 | Prefeitura | Publica atos oficiais |
| Diário Regional                        | década de 1990 (?)   | Everaldo Keppe (fundador) Pedro Fernandes Alonso (redator-chefe) | Fusão de O Diário (1969) e Cidade Regional (1989) Ligado à FADISC |
| El Esfuerzo                            | 1898                 | — | — |
| Folha Evangelica                       | 1938                 | Igreja Presbiteriana de São Carlos Reverendo Gutemberg de Campos (redação) | — |
| Folha Liberal                          | 1927 ou 1931         | — | — |
| Folha Sancarlense                      | 1948                 | Gontardi Gulla (direção) Wilson de Camargo Barbosa (direção) | — |
| Gazeta Central                         | anos 2000-presente   | — | Periodicidade: semanal |
| Gazeta de Noticias                     | 1940                 | — | — |
| Gazeta de São Carlos                   | 1898                 | Alencar de Saboya e Cia. (edição) Jocelyn de Godoy (direção) | — |
| Gazeta de São Carlos                   | 1906                 | João Gagliardi (proprietário) Afonso de Carvalho (diretor-gerente) G. F. Pugliesi-Mattei (redator-secretário) | — |
| Hora H                                 | 1977                 | Indústria Matonense de Artes Gráficas (edição) Luiz Passarini (diretor-responsável) - José Carlos Madalena (redator-chefe) | — |
| Informe                                | década de 1960       | — | — |
| Italia                                 | 1891 (?)             | Francisco Colombo Leoni (direção) Giuseppe Valdiserra (gerência) | — |
| Jornal no Semáforo                     | —                    | — | Periodicidade: semanal |
| Jornal da Manhã                        | 1984                 | Rubens Betting (direção) Marcos Santos (direção) Octavio Carlos Damiano (edição) | — |
| Jornal de São Carlos                   | 1924                 | Camilo Borges (diretor) | — |
| Jornal de São Carlos                   | 1967                 | Maria A. Bilotta Duarte (direção) | — |
| Jornal de São Carlos                   | 1993                 | Valdecir A. Gobo (diretor-responsável) Grupo Altomani (proprietário) | — |
| Jornal do Povo                         | 1909                 | — | — |
| Kappa Magazine                         | 2010-presente        | — | — |
| Kerux                                  | 1940                 | Igreja Presbiteriana de São Carlos Reverendo Gutemberg de Campos (redação) | — |
| La Vedetta                             | 1904                 | Victorio Naldi (proprietário), correspondente do A Fanfulla | — |
| L'Emigrante Italiano                   | 1912                 | Francisco Serpre (direção) | — |
| L'Operaio Italiano                     | 1899                 | G. Simoni (direção) | — |
| Nossa Gente                            | 1977                 | Gérson Ruiz Martins Barbosa (direção) Eliana Stockler Campos (edição) | — |
| O Apito                                | 1924                 | — | Categoria: críticos e humorísticos |
| O Arauto                               | 1904                 | Francisco do Amaral, Guaianás | — |
| O Bezouro                              | década de 1920 (?)   | — | Categoria: críticos e humorísticos |
| O Bohemio                              | 1904                 | Eduardo Leite Araujo (redação | Categoria: críticos e humorísticos |
| O Coió                                 | década de 1920 (?)   | — | Categoria: críticos e humorísticos |
| O Combate                              | início do século XX  | Euclides Matta da Cunha (direção) | — |
| O Commercio                            | década de 1910 (?)   | Vicente Serráo | — |
| O Commercio de São Carlos              | início do século XX  | João Baptista Netto Caldeira (redação) Pedro Fernandes Alonso (redação) | — |
| O Corisco                              | 1918                 | Mattos Areosa (direção) | Categoria: críticos e humorísticos |
| O Diario                               | 1969                 | Everaldo Luís Guimarães Keppe (1.º proprietário) Massanori Kanai e Takehitiro Takarraschi (2.º grupo proprietário, da Fadisc) Jorge Siqueira, Ivan Roberto Perronti e Rubens Betting (3.º grupo proprietário) | Originou o Diário Regional |
| O Diario da Manhã                      | 1914                 | — | — |
| O Escolar de São Carlos                | 1943                 | Arlindo Bittencourt (direção) | — |
| O Esculapio                            | 1901                 | Farmácia Marcondes | — |
| O Diocesano                            | 1961                 | — | — |
| O Estimulo                             | 1927                 | — | — |
| O Estimulo                             | 1935                 | Alfredo Botelho (direção) Corrêa Silva (redação) E. C. Barreto (redação) | — |
| O Estudo                               | 1912                 | Arthur R. Nóbrega Professores da Escola Normal | — |
| O Excelsior                            | 1911                 | Grêmio Normalista 22 de Março | — |
| O Excelsior                            | 1938                 | Vicente Camargo (diretor) Caetano Mancini (redator) | — |
| O Flirt                                | década de 1920 (?)   | — | Categoria: críticos e humorísticos |
| O Gavião                               | 1925                 | — | Categoria: críticos e humorísticos |
| O Grito                                | 1918-1920            | — | — |
| O Indiscreto                           | década de 1920 (?)   | José da Costa Filho (direção) Pedro Fernandes Alonso (redação) | Categoria: críticos e humorísticos |
| O Janota                               | década de 1920 (?)   | — | Categoria: críticos e humorísticos |
| O Jornal                               | 1929                 | Os mesmos editores de A Raça | — |
| O Jornal                               | 1969                 | Roberto Barbieri (diretor) Octavio Carlos Damiano (redator) Jorge Siqueira (paginador) | — |
| O K.C.T.                               | 1914                 | Paulo Botelho Vieira (direção) | Categoria: críticos e humorísticos |
| O K.C.T.                               | 1933                 | Antonio Fiorentino Neto (direção) | Categoria: críticos e humorísticos |
| O Martelo                              | 1913                 | — | Categoria: críticos e humorísticos |
| O Momento                              | 1926                 | João Baptista Netto Caldeira (redator) | — |
| O Movimento                            | 1889-1890            | Joaquim Augusto Ribeiro de Sousa Filho (gerente) | — |
| O.N.D.                                 | 1940                 | Organização Nacional e Despotiva | — |
| O Neofito                              | 1914                 | Clube D. José Marcondes | — |
| O Oitavo Distrito                      | 1884                 | Francisco Nunes Meirelles (diretor-proprietário) Aureliano de Souza e Oliveira (redator) Eugenio de Andrade Egas (redator) | — |
| O Prego                                | 1894                 | Alves Silveira (redação) | Categoria: críticos e humorísticos |
| O Popular                              | 1891-1894 (?)        | Joaquim Augusto Ribeiro de Sousa Filho (editor e proprietário), e seus filhos | — |
| O Popular                              | 1920                 | Afonso Botta (editor) Paulo de Campos (redator) | — |
| O Povo                                 | 1946                 | Sociedade Amigos da Cidade | — |
| O Prego                                | 1894 (?)             | — | — |
| O Projeto                              | 2013-2020            | AEASC | — |
| O Raio Verde                           | 1918                 | J. Romeu Ferraz (direção) | — |
| O Repórter                             | década de 1990       | — | — |
| O São Carlense                         | 1890                 | João de Arruda Penteado (direção), pai de Amadeu Amaral | — |
| O São Carlos                           | —                    | Luiz Lima e Leonardo de Campos | — |
| O São Carlos                           | 1911                 | Associações católicas | — |
| O São Carlos                           | 1933                 | Cônego Manoel Tobias | — |
| O São Carlos do Pinhal                 | 1896-1897            | Antonio Xande (proprietário) Manoel Ignacio Bittencourt (proprietário) | — |
| O Sentinela                            | década de 1920 (?)   | — | Categoria: críticos e humorísticos |
| O Silvo                                | 1924                 | — | Categoria: críticos e humorísticos |
| O Sonho                                | década de 1920 (?)   | — | Categoria: críticos e humorísticos |
| O Triunfo                              | 1957                 | Loja Maçônica Eterno Segredo | — |
| O Vigilante                            | início do século XX  | Antônio, Pedro e Francisco De Guzzi (direção) | — |
| Ordem e Progresso                      | 1891-1896 (?)        | Sebastião Silva (direção) João Baptista de Oliveira Penteado (redação) | — |
| Pirilampo                              | 1898                 | A. do Vale | Categoria: críticos e humorísticos |
| Primeira Página                        | 1988-presente        | José Luis Finocchio e Jorge Issa (fundadores) Rubens Betting, Marcos Santos, Geraldo Toledo Piza, Edson Toledo Piza (antigos sócios) Marcos Santos (diretor-responsável) | Periodicidade: diário. Impressão em offset em 1993. |
| Revista AEASC                          | 2010-2020            | AEASC | — |
| Revista Comercial                      | 1918                 | Vicente Serráo (proprietário) | — |
| Revista da Escola Normal de São Carlos | 1916                 | — | — |
| Revista de Odontologia                 | década de 1910 (?)   | Gustavo Pires | — |
| Revista do Grupo Escolar de São Carlos | 1933                 | — | — |
| Revista Popular                        | 1907                 | — | — |
| Revista Popular                        | 1967                 | — | — |
| Revista Sãocarlense                    | 1956                 | Octavio Carlos Damiano (direção) | — |
| Revista UFSCar                         | 2017-2019            | UFSCar | — |
| Royal                                  | 1920                 | Royal Clube | — |
| São Carlos do Pinhal                   | 1895-1896            | Pedro Teixeira da Silva Branco (fundador) | — |
| São Carlos Hoje                        | 1985-1986            | Antonio Carlos Vilela Braga (direção) | — |
| Tenis-Club                             | 1927                 | Joaquim A. M. Salles e outros (direção) | — |
| Tribuna Popular                        | —                    | Thiago Masagão | — |
| Vida Mariana                           | 1937                 | R. A. Cunha José de Campos Pereira | — |
| Vila Prado Agora                       | 1993                 | Antonio Sérgio Ambrósio (diretor) Anatólio de Almeida Nogueira (diretor) | Rebatizado São Carlos Agora |
| Voz Ginasial                           | 1932                 | Ginásio Municipal | — |
| XX de Setembro                         | década de 1920 (?)   | Frederico Spicacci (direção) Antonio Calmasini (direção) | — |

### Periódicos acadêmicos
Por conta das universidades, associações e institutos de pesquisa, diversas revistas científicas são publicadas na cidade:
| Publicação                                                                            | Data          | Responsáveis                                                             | Notas |
| ------------------------------------------------------------------------------------- | ------------- | ------------------------------------------------------------------------ | --- |
| Agenda Política                                                                       | 2013-presente | UFSCar                                                                   | — |
| Askesis                                                                               | 2012-presente | UFSCar                                                                   | — |
| Cadernos da Pedagogia                                                                 | 2007-presente | UFSCar                                                                   | — |
| Cadernos de Terapia Ocupacional                                                       | 1990-presente | UFSCar                                                                   | — |
| Cerâmica Industrial                                                                   | 1996-presente | UFSCar                                                                   | — |
| Ciência, Tecnologia & Ambiente                                                        | 2014-presente | UFSCar                                                                   | — |
| Computational & Applied Mathematics                                                   | 1981-presente | Sociedade Brasileira de Matemática Aplicada e Computacional              | — |
| Contemporânea: Revista de Sociologia da UFSCar                                        | 2011-presente | UFSCar                                                                   | — |
| Crítica Educativa                                                                     | 2015-presente | UFSCar                                                                   | — |
| Dois Pontos                                                                           | 2004-presente | UFSCar                                                                   | — |
| Em curso: Revista da Graduação em Filosofia da UFSCar                                 | 2014-presente | UFSCar                                                                   | — |
| Ensaísmo: revista dos discentes de História do UNICEP                                 | 2005-2008     | UNICEP                                                                   | — |
| GEMInIS                                                                               | 2010-presente | UFSCar                                                                   | — |
| Gestão & Produção                                                                     | 1994-presente | UFSCar                                                                   | — |
| Gestão & Tecnologia de Projetos                                                       | 2006-presente | USP São Carlos                                                           | — |
| Ipseitas: Revista da Pós-Graduação em Filosofia da UFSCar                             | 2015-presente | UFSCar                                                                   | — |
| Journal of Microwaves and Optoelectronics                                             | 2003-presente | Sociedade Brasileira de Microondas e Optoeletrônica                      | — |
| LAPLAGE                                                                               | 2015-presente | UFSCar                                                                   | — |
| LEETRA Indígena                                                                       | 2012-presente | UFSCar                                                                   | — |
| Linguasagem                                                                           | 2008-presente | UFSCar                                                                   | — |
| Materials Research                                                                    | 1998-presente | UFSCar/ABM/ABC/ABPol                                                     | — |
| Motricidades                                                                          | 2017-presente | Sociedade de Pesquisa Qualitativa em Motricidade Humana                  | — |
| Multiciência                                                                          | 1996-presente | Asser/UNICEP                                                             | — |
| OLHAR                                                                                 | 1999-2003     | UFSCar                                                                   | — |
| Polímeros: Ciência e Tecnologia                                                       | 1991-presente | UFSCar/ABPol                                                             | — |
| Products: Management & Development                                                    | 2002-presente | UFSCar/ Instituto de Gestão de Desenvolvimento de Produto                | — |
| R@u - Revista de Antropologia da UFSCar                                               | 2009-presente | UFSCar                                                                   | — |
| Revista Brasileira de Biologia / Brazilian Journal of Biology                         | 1998-presente | Instituto Internacional de Ecologia                                      | Editada originalmente pela Sociedade de Biologia do Brasil (1941-1971) e pela Academia Brasileira de Ciências (1971-1998) |
| Revista Brasileira de Fisioterapia / Brazilian Journal of Physical Therapy - RBF/BJPT | 1996-presente | UFSCar/Associação Brasileira de Pesquisa e Pós-Graduação em Fisioterapia | — |
| Revista da ABRALIN                                                                    | 2011-presente | Associação Brasileira de Linguística                                     | — |
| Revista Eletrônica de Educação (REVEDUC)                                              | 2007-presente | UFSCar                                                                   | — |
| Revista Florestan                                                                     | 2014-presente | UFSCar                                                                   | — |
| Revista Latino-Americana de Educação em Astronomia (RELEA)                            | 2004-presente | UFSCar                                                                   | — |
| Risco                                                                                 | 2019-presente | USP São Carlos                                                           | — |
| TEMA                                                                                  | 1999-presente | Sociedade Brasileira de Matemática Aplicada e Computacional              | — |
| Teoria e Pesquisa: Revista de Ciência Política                                        | 1992-presente | UFSCar                                                                   | — |
| V!RUS                                                                                 | 2006-presente | USP São Carlos/Nomads                                                    | — |

### Editoras
- RiMa Editora (1992-)
- EdUFSCar (1993-)
- Editora Cubo (2001-)

## Telecomunicações

### Rádio
Rádios AM:
- 1450 kHz - Rádio São Carlos (1940-), fundada por Gisto Rossi

Rádios FM:
- 87.9 MHz - Rádios comunitárias
- 88.5 MHz - Jovem Pan FM São Carlos (Ribeirão Bonito) (2021-), antiga Pop 88 FM (2012-2021)
- 88.9 MHz - Nativa FM (2021-), (Migrante AM 1300 kHz)
- 91.1 MHz - 91 FM Sertaneja (2022-), Antiga Clube 1 (Migrante AM 1400 kHz)
- 95.3 MHz - Rádio UFSCar (2007-)
- 96.9 MHz - Rede Aleluia (2009-), antiga Jovem Pan (1994-2009)
- 102.1 MHz - Universitária FM (1977-)
- 103.3 MHz - Intersom FM (Itirapina) (2019-), antiga Cidade FM
- 103.9 MHz - EP FM (2023-), antiga Intersom FM (1982-2019) e CBN São Carlos (2019-2023)
- 104.7 MHz - Clube FM (1998-), antiga Progresso II (1978-1998)
- 106.3 MHz - DBC FM (1990-)
- 107.9 MHz - Rádio São Carlos (Migrante AM 1450 kHz)

### Telefonia
Empresas de telefonia fixa:
- Companhia Telephonica de São Carlos (1893-?), de Manoel Cabral dos Santos[76]
- Companhia Telefônica Brasileira (?-1959)[77]
- Telefônica Central Paulista (1959-1976), de José Soares de Camargo Filho
- Telesp (1976-1998)
- Telefónica (1998-2016)
- Vivo (2016-)
- Embratel (anos 2000)
- NET (anos 2000)

Empresas de telefonia móvel:
- Vivo
- Claro
- Oi
- TIM
- Nextel

### Televisão

#### Emissoras
Canais de TV aberta:
- 6.1 (25) - EPTV Central (Rede Globo), com produção local (1989-)
- 51.1 (51) - TVE São Carlos (TV Brasil), com produção local (2007-)

#### Retransmissoras
- 7.1 (23) - SBT Central (SBT)
- 8.1 (44) - RBI TV (TV Plenitude)
- 9.1 (16) - TV Clube (Rede Bandeirantes), com produção local (anos 2010-)
- 11.1 (34) - TV Cultura (TV Cultura)
- 13.1 (28) - RecordTV Interior SP (RecordTV), com produção local (2010-)
- 15.1 (15) - TV Mix Regional em instalação
- 17.1 (17) - Rede 21 (TV Plenitude) (2018-)
- 19.1 (19) - TV Gazeta
- 20.1 (19) - Rede Século 21
- 21.1 (20) - Canção Nova
- 22.1 (20) - TV Morada do Sol em instalação
- 32.1 (32) - Rede Vida
- 33 UHF - Rede Família (TV Universal) em instalação
- 35.1 (35) - Record News
- 39.1 (47) - CNT (TV Universal)
- 41 UHF - TV8 em instalação
- 49.1 (50) - TV Câmara (São Carlos)
- 50.1 (50) - TV Evangelizar (TV Plenitude)
- 58.1 (48) - RedeTV! São Paulo (RedeTV!)

Canais de TV fechada (locais):
- Canal 7 (NET) - Canal Comunitário
- Canal 8 (NET) - TV Câmara (2006-)
- Canal 10 (NET) - Canal USP São Carlos
- Canal 26 (NET) - TV Nova São Carlos (TV Onix) (2006-)

Empresas de TV por assinatura:
- Claro TV (cabo e satélite)
- Sky (satélite)
- SuperTV (mmds)
- Vivo TV (satélite)

### Internet
Provedores:
- Linkway (anos 1990)[78]
- Genius
- Vivo Fibra
- NET/Claro
- Algar
- C-Lig

Portais de notícias:
- Aonde Vamos (2007-2015)
- Carlinhos Lima, renomeado Carlinhos Lima News (2013-)
- Cidade ON São Carlos (2017-), do Grupo EP (inclui também a EPTV e o Portal G1)
- Click Point[ligação inativa] (2001-2010)
- Diário São Carlos (2017-)
- Giro da Bola (2002-2014)
- Guia Lecto (1999-; online, 2002-)
- Noticentro (2006-2014)
- Portal G1 São Carlos e Araraquara (2012-)
- Portal K3 (2012-)
- Portal News (2009-2016)
- Região em Destake (2013-)
- RodaMob (2013-)
- São Carlos Agora (2006-)
- São Carlos Dia e Noite (2008-)
- São Carlos em Rede (2010-)
- São Carlos Oficial (1999-)
- São Carlos Online (2013-)

Web rádios:
- A Bíblia e Você
- Escola FM
- JS Web Rádio
- Mania FM
- Rádio do Tom MPB
- Rádio do Tom Regional
- Rádio do Tom Rock e Blues
- Rádio Memories
- Rádio Nostalgia Gospel
- Rádio Web Saudade
- Sanca 80
- Som 3 Web Rádio
- Studio 54
- Vida Sertaneja
- Web News

## Biblografia
- BRASIL. Ministério das Comunicações. "São Carlos". In: Relação de entidades por localidade. s.d. link.
- BRASIL. Ministério das Comunicações. Relação de sócios e diretores por entidade. s.d. link.
- CONCEIÇÃO, S.; LEME, A. A. Imprensa e criminalidade: o banditismo segundo as representações coletivas. Saberes em Perspectiva, v. 1, p. 79-96, 2011. link.
- DATRINO, R. M. São Carlos nos jornais: representações e cotidiano 1889-1901. 2005. 88 f. Dissertação (Mestrado em Ciências Humanas) - Universidade Federal de São Carlos, São Carlos, 2005. link.
- FONCECA, A. L. A sociedade de consumo da Belle Epoque cafeeira: nas trilhas dos almanaques de cidade. In: IV Congresso Internacional de História, 2009, Maringá-PR. Anais do..., 2009. link.
- GUZZI, Neurivaldo José de. Arte, Civismo, Cultura, Curiosidades na Imprensa Sãocarlense. São Carlos, 1970. 141 p. link.
- NERI, M. M.; IGNATIOS, M. A prática discursiva dos outdoors do candidato do Partido dos Democratas, Airton Garcia. InRevista, Unaerp, ano 4, n. 7, p. 11-19, 2010. link.
- SILVA, João Paulo da. Comunismo não! A influência do jornal Correio de São Carlos na construção do anticomunismo no município entre 1934 e 1964. São Carlos: FPMSC, 2000. 84 p. link.
- TEIXEIRA, H. O. A regionalização da informação e o poder local: o caso de São Carlos (1989-2000). Dissertação (Mestrado em Ciencia Politica), Universidade Federal de São Carlos, 2012. link.
- TRENTO, A. La costruzione di un'identità collettiva: Storia del giornalismo in lingua italiana in Brasile. Viterbo: Sette Città, 2011. link.